# عباس محتاج
عباس محتاج (زادهٔ ۱۳۳۸ در قم) فرمانده نظامی و سیاستمدار ایرانی است. وی فعالیت نظامی را از سال ۱۳۵۹ در سپاه پاسداران انقلاب اسلامی آغاز کرد و در خلال جنگ ایران و عراق از اعضای این نهاد بود. او از ۱۳۶۷ تا ۱۳۶۸ جانشین رئیس ستاد کل سپاه پاسداران بود و از ۱۳۶۸ تا ۱۳۶۹ به‌عنوان جانشین فرمانده نیروی زمینی سپاه پاسداران فعالیت می‌کرد.
محتاج در سال ۱۳۶۹ به ارتش جمهوری اسلامی ایران منتقل شد، در فاصله سالهای ۱۳۶۹ تا ۱۳۷۶ جانشین فرمانده نیروی دریایی ارتش بود و از ۱۳۷۶ تا ۱۳۸۴ فرماندهی نیروی دریایی ارتش را برعهده داشت. وی در دولت نهم از ۱۳۸۴ تا ۱۳۸۶ استاندار قم بود و از ۱۳۸۶ تا ۱۳۸۸ نیز به‌عنوان معاون امنیتی و انتظامی وزیر کشور فعالیت می‌کرد. او از ۱۳۹۲ تا ۱۳۹۵ مدیرعامل بنیاد تعاون ارتش بود.

## سوابق
- فرماندهی سپاه منطقه غرب
- فرماندهی سپاه منطقه ۵
- فرماندهی قرارگاه کربلا در عملیات والفجر ۸
- جانشینی ریاست ستاد کل سپاه ۱۳۶۷
- جانشین نیروی دریایی ارتش ۱۳۶۹
- فرماندهی نیروی دریایی ارتش جمهوری اسلامی ۱۳۷۶
- استاندار قم در دولت نهم ۱۳۸۴[۵]
- معاون امنیتی - انتظامی وزارت کشور ۱۳۸۶
- عضو گروه مشاوران فرماندهی کل قوا
- قائم مقام رئیس مرکز مطالعات راهبردی دفاعی[۶]